# Élections législatives de 1997 en Loir-et-Cher
Les élections législatives françaises de 1997 se déroulent les 25 mai et 1er juin 1997. Dans le département de Loir-et-Cher, trois députés sont à élire dans le cadre de trois circonscriptions.

## Élus
| Circonscription | Député sortant         | Parti | Parti    | Député élu ou réélu    | Parti | Parti    |
| --------------- | ---------------------- | ----- | -------- | ---------------------- | ----- | -------- |
| 1re             | Michel Fromet          |       | PS       | Jack Lang              |       | PS       |
| 2e              | Patrice Martin-Lalande |       | RPR      | Patrice Martin-Lalande |       | RPR      |
| 3e              | Jean Desanlis          |       | UDF (AD) | Maurice Leroy          |       | UDF (FD) |

## Résultats

### Résultats à l'échelle du département
| Parti          | Parti                              | Premier tour | Premier tour | Second tour | Second tour | Sièges |
| Parti          | Parti                              | Voix         | %            | Voix        | %           | Sièges |
| -------------- | ---------------------------------- | ------------ | ------------ | ----------- | ----------- | ------ |
|                | Parti socialiste                   | 48 024       | 31,75        | 77 856      | 49,51       | 1      |
|                | Parti communiste français          | 13 229       | 8,74         |             |             | 0      |
|                | Les Verts                          | 4 972        | 3,29         | 0           |             |        |
|                | Divers gauche                      | 769          | 0,51         | 0           |             |        |
|                | Gauche plurielle                   | 66 994       | 44,29        | 77 856      | 49,51       | 1      |
|                |                                    |              |              |             |             |        |
|                | Union pour la démocratie française | 32 058       | 21,19        | 52 952      | 33,67       | 1      |
|                | Rassemblement pour la République   | 18 005       | 11,90        | 26 455      | 16,82       | 1      |
|                | La Droite indépendante             | 4 892        | 3,23         |             |             | 0      |
|                | Droite parlementaire               | 54 955       | 36,33        | 79 407      | 50,49       | 2      |
|                |                                    |              |              |             |             |        |
|                | Front national                     | 23 567       | 15,58        |             |             | 0      |
|                | Divers écologiste dont MÉI et GÉ   | 5 761        | 3,81         | 0           |             |        |
|                |                                    |              |              |             |             |        |
| Inscrits       | Inscrits                           | 225 609      | 100,00       | 225 609     | 100,00      | 3      |
| Abstentions    | Abstentions                        | 65 373       | 28,98        | 57 507      | 25,49       |        |
| Votants        | Votants                            | 160 236      | 71,02        | 168 102     | 74,51       |        |
| Blancs et nuls | Blancs et nuls                     | 8 959        | 5,59         | 10 839      | 6,45        |        |
| Exprimés       | Exprimés                           | 151 277      | 94,41        | 157 263     | 93,55       |        |

### Résultats par circonscription

#### Première circonscription (Blois)
| Candidat       | Candidat               | Parti          | Premier tour | Premier tour | Second tour | Second tour |  |
| Candidat       | Candidat               | Parti          | Voix         | %            | Voix        | %           |  |
| -------------- | ---------------------- | -------------- | ------------ | ------------ | ----------- | ----------- |  |
|                | Jack Lang élu          | PS             | 18 923       | 33,93        | 30 519      | 53,19       |  |
|                | Jacqueline Gourault    | UDF (FD)       | 15 869       | 28,45        | 26 860      | 46,81       |  |
|                | Miguel de Peyrecave    | FN             | 9 011        | 16,16        |             |             |  |
|                | Jean-Louis Le Moing    | PCF            | 4 572        | 8,2          |             |             |  |
|                | Jean-François Dutheil  | Les Verts      | 3 307        | 5,93         |             |             |  |
|                | Marie Thouard-Fontagne | LDI (MPF)      | 2 266        | 4,06         |             |             |  |
|                | Nicole Combredet       | MÉI            | 1 053        | 1,89         |             |             |  |
|                | Jean-Marc Richez       | IR             | 769          | 1,38         |             |             |  |
|                |                        |                |              |              |             |             |  |
| Inscrits       | Inscrits               | Inscrits       | 84 104       | 100,00       | 84 104      | 100,00      |  |
| Abstentions    | Abstentions            | Abstentions    | 25 281       | 30,06        | 22 557      | 26,82       |  |
| Votants        | Votants                | Votants        | 58 823       | 69,94        | 61 547      | 73,18       |  |
| Blancs et nuls | Blancs et nuls         | Blancs et nuls | 3 053        | 5,19         | 4 168       | 6,77        |  |
| Exprimés       | Exprimés               | Exprimés       | 55 770       | 94,81        | 57 379      | 93,23       |  |

#### Deuxième circonscription (Romorantin-Lanthenay)
| Candidat       | Candidat                             | Parti          | Premier tour | Premier tour | Second tour | Second tour |  |
| Candidat       | Candidat                             | Parti          | Voix         | %            | Voix        | %           |  |
| -------------- | ------------------------------------ | -------------- | ------------ | ------------ | ----------- | ----------- |  |
|                | Patrice Martin-Lalande sortant réélu | RPR            | 18 005       | 36,01        | 26 455      | 50,13       |  |
|                | Jeanny Lorgeoux                      | PS             | 17 207       | 34,42        | 26 313      | 49,87       |  |
|                | Paul Pelletier                       | FN             | 7 540        | 15,08        |             |             |  |
|                | Sylvie Hemme                         | PCF            | 4 376        | 8,75         |             |             |  |
|                | Cédric Daub                          | GÉ             | 1 499        | 3            |             |             |  |
|                | Étienne Bourgeois                    | MÉI            | 1 367        | 2,73         |             |             |  |
|                |                                      |                |              |              |             |             |  |
| Inscrits       | Inscrits                             | Inscrits       | 73 885       | 100,00       | 73 885      | 100,00      |  |
| Abstentions    | Abstentions                          | Abstentions    | 21 036       | 28,47        | 17 974      | 24,33       |  |
| Votants        | Votants                              | Votants        | 52 849       | 71,53        | 55 911      | 75,67       |  |
| Blancs et nuls | Blancs et nuls                       | Blancs et nuls | 2 855        | 5,4          | 3 143       | 5,62        |  |
| Exprimés       | Exprimés                             | Exprimés       | 49 994       | 94,6         | 52 768      | 94,38       |  |

#### Troisième circonscription (Vendôme)
| Candidat       | Candidat                 | Parti          | Premier tour | Premier tour | Second tour | Second tour |  |
| Candidat       | Candidat                 | Parti          | Voix         | %            | Voix        | %           |  |
| -------------- | ------------------------ | -------------- | ------------ | ------------ | ----------- | ----------- |  |
|                | Maurice Leroy élu        | UDF (FD)       | 16 189       | 35,57        | 26 092      | 55,38       |  |
|                | Daniel Chanet            | PS             | 11 894       | 26,13        | 21 024      | 44,62       |  |
|                | Aymar de Boisgrollier    | FN             | 7 016        | 15,42        |             |             |  |
|                | Patrick Callu            | PCF            | 4 281        | 9,41         |             |             |  |
|                | Madeleine Colin-Motheron | LDI (MPF)      | 2 626        | 5,77         |             |             |  |
|                | Dominique Joubert        | Les Verts      | 1 665        | 3,66         |             |             |  |
|                | Patrick Hardouin         | GÉ             | 1 046        | 2,3          |             |             |  |
|                | Laurence Rateau          | MÉI            | 796          | 1,75         |             |             |  |
|                |                          |                |              |              |             |             |  |
| Inscrits       | Inscrits                 | Inscrits       | 67 620       | 100,00       | 67 620      | 100,00      |  |
| Abstentions    | Abstentions              | Abstentions    | 19 056       | 28,18        | 16 976      | 25,1        |  |
| Votants        | Votants                  | Votants        | 48 564       | 71,82        | 50 644      | 74,9        |  |
| Blancs et nuls | Blancs et nuls           | Blancs et nuls | 3 051        | 6,28         | 3 528       | 6,97        |  |
| Exprimés       | Exprimés                 | Exprimés       | 45 513       | 93,72        | 47 116      | 93,03       |  |